# Fabronia victoriae
Fabronia victoriae är en bladmossart som beskrevs av Hugh Neville Dixon 1920. Fabronia victoriae ingår i släktet Fabronia och familjen Fabroniaceae. Inga underarter finns listade i Catalogue of Life.